# Andreas Klarström
Andreas Klarström est un footballeur suédois pouvant évoluer aux postes de défenseur latéral ou de milieu de terrain gauche. Il est né le 23 décembre 1977 à Borås (Suède).

## Biographie

### IF Elfsborg
Andreas Klarström naît à Brämhult, l'un des districts de la ville de Borås. À six ans, il commence à jouer au football dans le club de son district, le Brämhults IK. À 17 ans, il est contacté par l'IF Elfsborg mais décide de refuser la proposition des jaunes et noir, parce qu'en dépit de sa volonté de jouer à un plus haut niveau, il ne veut pas quitter ses copains de clubs. Il finit malgré tout par rejoindre Elfsborg en 1995, où son père, l'ancien footballeur Frank Klarström, a connu le succès dans les années 1970 et 1980. Le club se trouve à l'époque en Div 1. Södra, mais sous l'impulsion de son nouvel entraîneur, Anders Linderoth, le club va progressivement changer de statut. Troisième en 1995, il remporte le championnat l'année suivante et obtient ainsi la promotion en Allsvenskan. Pendant ce temps, Klarström fait ses gammes ; intégré à l'équipe jeune en 1995, il joue son premier match avec les A l'année du titre, inscrivant un but au passage face à Västerås SK pour une victoire 2-0 d'Elfsborg. En 1997, pour le retour du club dans l'élite, Klarström joue quatre matchs et marque un nouveau but. Très vite, les supporteurs le surnomment "Frankie-boy Junior", en hommage à son père et lui prédise une carrière à hauteur de ce dernier. Mais à la fin de la saison 1997, Anders Linderoth quitte le club pour rejoindre les Norvégiens de Stabæk. Il est remplacé par Karl-Gunnar Björklund, dit KGB. 
Ce dernier ne fait pas confiance aux jeunes et Klarström va vite le comprendre. Il ne participe en effet qu'à une seule rencontre de championnat en 1998, ce qui le conduit à demander à être prêté pour obtenir du temps de jeu.

#### Prêt à l'IK Start
Le 28 août 1998, il est prêté au club norvégien de l'IK Start jusqu'à la fin de la saison avec option d'achat si le prêt est concluant. Il fait ses débuts quelques jours plus tard, lors de la 21e journée de l'Adeccoligaen sur le terrain de l'Eik-Tønsberg où il permet à sa nouvelle équipe de mener au score grâce à sa passe décisive à Krister Isaksen en première période. Le match se terminera toutefois par une lourde défaite 4-1, son club encaissant 4 buts en moins de 15 minutes en seconde période. Dès sa deuxième sortie les critiques commencent à pleuvoir sur le milieu de terrain, qui, positionné sur l'aile droite, peine à trouver sa place. Lors de la 24e journée, il est remplacé par le jeune Fredrik Henriksen alors que son équipe est menée 2-0 à domicile par Raufoss IL. Start se reprend, inscrit 4 buts (le troisième étant signé Fredrik Henriksen) et remporte le match. C'est un coup fatal pour Klarström qui ne sera plus aligné par son entraîneur, Trond Pedersen. Finalement, le club ratera les barrages pour la promotion en Tippeligaen pour 2pts et Andreas repartira à la fin de la saison à Elfsborg après avoir disputé 4 matchs en Norvège (1 victoire, 2 nuls, 1 défaite).

#### Retour à IF Elfsborg
De retour au club, Klarström voit tout d'abord son avenir s'inscrire en pointillés. En effet, le club ne lui propose pas de prolongation de contrat dans un premier temps et Kalle Björklund ne l'utilise qu'avec parcimonie. Mais la roue va bientôt tourner. Tout d'abord, KGB se fait renvoyer du club pour insuffisance de résultat (durant les deux années qu'il a passées au club, le club a régressé, se classant dixième en 1998 et neuvième en 1999 alors qu'il avait obtenu une belle septième place l'année de la montée) et est remplacé par Bengt-Arne "BA" Strömberg. Ce dernier, à l'occasion d'un stage de pré-saison à La Manga (Espagne), décide de le tester au poste de milieu gauche, bien qu'Andreas soit droitier. Le résultat est probant et c'est à l'avenir à ce poste qu'évoluera le fils de Frank. 
Sous l'influence de Bengt-Arne Strömberg, Andreas prend de plus en plus d'assurance et devient l'un des cadres du club, disputant 50 matchs en deux saisons (24 sur 26 en 2000 et les 26 matchs de la saison en 2001) pour 5 buts inscrits. Trois de ses buts vont notamment marquer les esprits : Tout d'abord sa magnifique égalisation lors de la finale de la Coupe de Suède 2001 disputée au Stadsparksvallen de Jönköping face à l'AIK qui permettra au club de remporter ce trophée pour la première fois de son histoire. Ensuite, lors du tour prélimpinaire de la Coupe de l'UEFA il marquera 2 des 5 buts (les trois autres étant l'œuvre de Stefan ”Gud” Andreasson) de l'IF Elfsborg au Ryavallen face à Trans Narva qui permirent au club de Borås de se qualifier en Coupe de l'UEFA en dépit de la lourde défaite 3-0 au match aller.
Bengt-Arne Strömberg parti, Klarström a toujours la confiance de ses successeurs, Anders Grönhagen (2002–2003) puis Magnus Haglund (à partir de 2004). Il joue en moyenne 23 matchs par saison mais marque peu (10 buts en 4 saisons, dont 4 sur la seule saison 2005). Il commence même à énerver une frange du public qui considère qu'il ne fait pas les efforts suffisants pour le club. Dès lors, il est temps pour lui de relever un nouveau défi.

### Esbjerg fB
En janvier 2006, Klarström s'engage avec les Danois d'Esbjerg fB où il retrouve son ancien partenaire d'Elfsborg, Fredrik Berglund. Il dispute son premier match 12 mars 2006 à domicile face au FC Midtjylland (victoire 2-0, doublé de Fredrik Berglund). Sous l'égide de Troels Bech, il devient rapidement l'un des cadres de l'équipe aux côtés de Jesper Bech, Njogu Demba-Nyren, Kristian Flittie Onstad et Niki Zimling avec qui il parvient à atteindre la finale de la Coupe du Danemark, dès sa première année au club. Remplaçant sur ce match, il entre en jeu à la 68e minute en lieu et place de Mickaël Murcy mais ne parvient pas à débloquer un match qui s'achève sur un score nul et vierge. Ce sera finalement Karsten Johansen (Randers FC) qui marquera l'unique but de la rencontre durant les prolongations. Il lui faudra attendre deux ans de plus pour disputer à nouveau une finale de Coupe du Danemark. Titulaire cette fois-ci (en défense), aux côtés de son compatriote Fredrik Björck, il échoue malgré tout une nouvelle fois en dépit des deux buts inscrits par son coéquipier Søren Rieks, la faute à deux buts signés par les Suédois Samuel Holmén et Max von Schlebrügge et un troisième, œuvre de Martin Retov, à cinq minutes du coup de sifflet final.
En 2009, il change d'entraîneur, mais pas de statut. Comme la saison précédente, il dispute 31 des 33 rencontres de championnat, dont 30 comme titulaire. Cette saison-là, lui et son club manqueront à seulement deux points de la quatrième place du classement danois, qualificative pour la Coupe de l'UEFA. Le 16 mai 2010, Klarström dispute son dernier match sous les couleurs d'Esbjerg fB à domicile face au FC Nordsjælland (match nul 3-3).

### IF Elfsborg
Le 1er juillet 2010, Klarström s'engage pour 2 saisons et 1/2 en faveur de son ancien club, Elfsborg qu'il avait quitté 4 ans plus tôt.

## Palmarès
- Champion de Div. 1 Södra : 1 (1997 avec Elfsborg)
- Coupe de Suède de football : 2 (2001 et 2003 avec Elfsborg)
- Finaliste de la coupe du Danemark : 2 (2006 et 2008 avec Esbjerg fB)
- Championnat de Suède : 1 (2012 avec Elfsborg)